# La vendetta di Viktor
Viktor (in russo: Виктор) è un film thriller del 2014 scritto e diretto da Philippe Martinez. Interpretato da Gérard Depardieu ed Elizabeth Hurley, il film è stato presentato in anteprima il 2 settembre 2014 a Mosca e ha debuttato a New York il 24 ottobre 2014. Ambientato a Mosca, è stato girato sia a Mosca sia nella capitale cecena Groznyj.

## Trama
Dopo aver scontato 7 anni di prigione in Francia per una rapina finita male, Viktor Lambert ritorna a Mosca per vendicare il figlio ucciso brutalmente in circostante misteriose.